# Clanwar

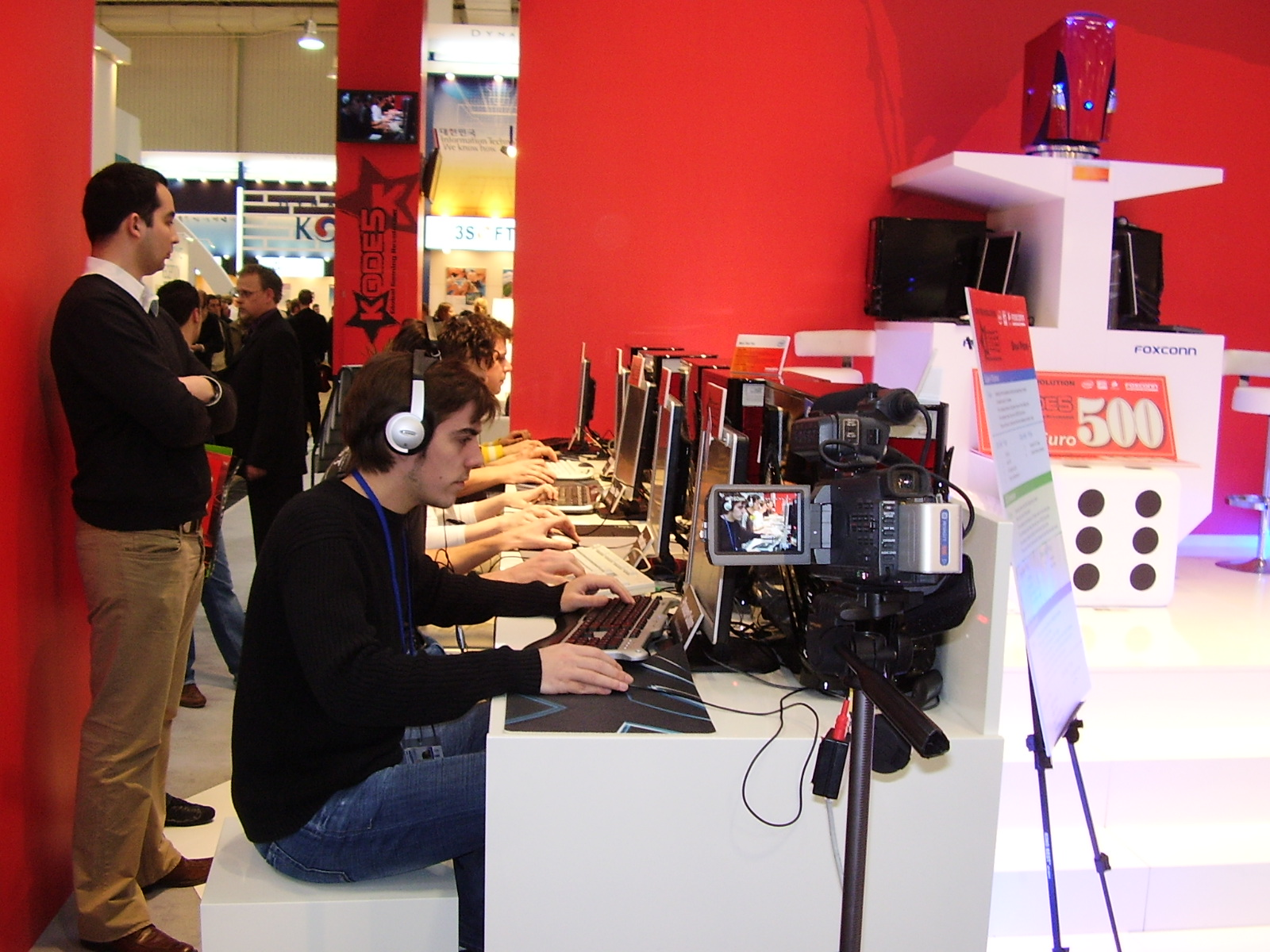
Counter-Strike-Clanwar auf der CeBIT 2006

Ein Clanwar (englisch für „Clan-Krieg“) bezeichnet einen virtuellen Wettkampf von E-Sport-Clans in einem Mehrspieler-Computerspiel. Meistens sind dies teambasierte Ego-Shooter wie Counter-Strike, bei denen das gesamte Team eines Clans gegen einen anderen antritt. Während des Spielens wird der Gameserver mittels eines Passwortes geschützt, welches nur den Spielern beider Clans bekannt ist, um das Hinzukommen von fremden Spielern zu verhindern. Ein Clanwar kann entweder online (über das Internet) oder offline auf einer LAN-Party stattfinden.

## Arten von Clanwars

### Funwar
Bei einem Funwar oder Friendly War gibt es im Gegensatz zu einem Turnierspiel keine Preise oder Punkte zu gewinnen. Stattdessen dient das Spiel dem Training mit den Mitspielern oder wird einfach nur zum Spaß veranstaltet, eine Art Freundschaftsspiel unter Turnierbedingungen.
Um möglichst realistische Wettkampfbedingungen zu simulieren, werden bei einem Funwar üblicherweise dieselben Regeln angewandt wie bei einem richtigen Wettkampf, was z. B. die Anzahl der Runden, die erlaubten Hilfsmittel und die zu spielenden Karten (Maps) anbelangt. Um einen Funwar zu organisieren, also einen geeigneten Gegner zu finden, dient meist das IRC-Netzwerk als Hilfe, wo in entsprechenden Channels zu jeder Zeit Spieler auf der Suche nach Gegnern sind. Auch auf LAN-Partys werden oft Funwars gespielt.
Im Computerspieler-Jargon wird ein Funwar oft als FW abgekürzt.
Bei Funwars erscheint das Ergebnis im Allgemeinen in der War-Statistik, jedoch klar als Funwar gekennzeichnet. Ein Funwar wird meistens nur zwischen befreundeten bzw. sympathisierenden Clans geführt.

### Trainwar
Bei einem Trainwar oder Training War gibt es ebenfalls keine Preise oder Punkte zu gewinnen, dieser dient allein dem Training. Trainiert wird meist das Zusammenspiel, da Einzelfertigkeiten durch regelmäßiges Spielen auf öffentlichen Servern trainiert werden. Viele Clans haben feste Trainingspartner und feste Trainingszeiten. Die hier eingeübten Strategien und Taktiken werden dann häufig in Matches angewandt.
Im Computerspieler-Jargon wird ein Trainwar oft als TW abgekürzt.